# 울주 대곡리 반구대 암각화
울주 대곡리 반구대 암각화(蔚州 大谷里 盤龜臺 岩刻畵, 영어: Petroglyphs of Bangudae Terrace in Daegok-ri, Ulju)는 울산광역시 울주군 언양읍에 위치한 암각화이다. 태화강 상류의 지류 하천인 대곡천의 중류부 경상 누층군 대구층 절벽에 위치하고 있다. 
대한민국의 문화재로 국보 제285호로 지정되었으며, 2025년 7월 14일 울주 천전리 명문과 암각화와 함께 '반구천의 암각화'라는 명칭으로 유네스코 세계 유산으로 지정되었다.
그러나 1년 중 평균 약 38일은 대곡천의 수면 아래 잠기는 환경에 놓여 있으며, 지속적인 침수와 노출의 반복으로 풍화가 가속되어 사라져가고 있다. 관련 단체들은 보존 방안을 두고 실험 실패와 갈등을 지속하고 있어, 보존을 위해 행해지는 것은 없는 상황이다.

## 개요

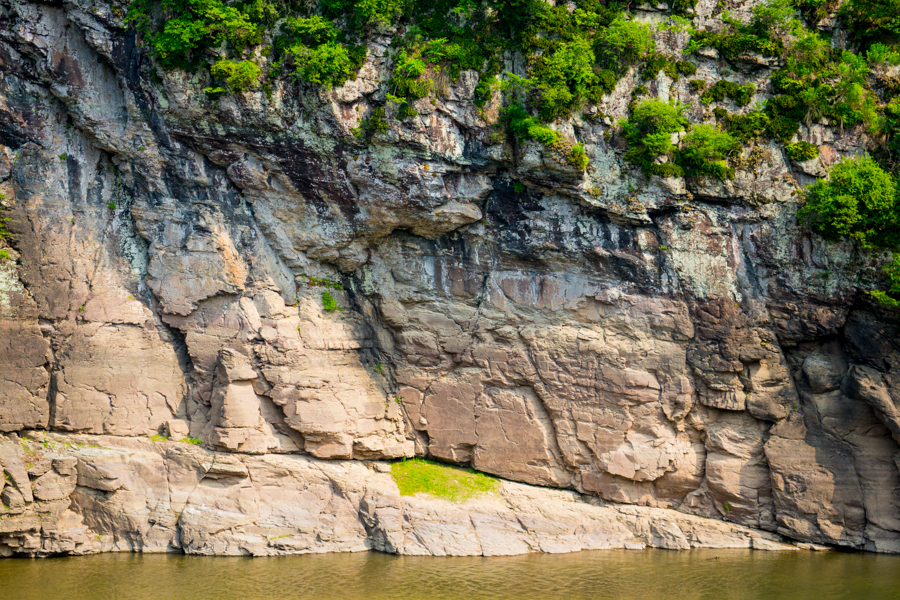
암각화가 새겨진 절벽의 근접 모습.

이름에서 반구대는 거북이가 엎드린 형상을 하고 있는 인근의 기암절벽 이름이다. 암각이 새겨진 바위는 주로 너비 약 8~10m, 높이 약 4~5m의 부분이며, 주변 10여개의 바위에서도 암각화가 확인 된다. 신석기시대부터 청동기 시대에 걸쳐 당시의 생활상을 지속적으로 새겨진 것으로 추정된다. 동물들과 이를 사냥하는 사람들 등이 새겨져 있으며, 이 중 고래의 비중이 크다.
하지만 암각화가 사연댐의 완공된 1965년 이후인 1971년 12월에 발견되면서 문제가 되었다. 사연댐 완공 이후 매해 중 대곡천의 수위가 상승하는 6~8개월의 기간에 물속에 잠기어 훼손되고 있었던 것이다. 또한 보존과 용수 확보를 두고 문화재청과 울산시가 대립했고, 이와 관련한 보존 방법을 놓고도 갈등을 이어왔다.
하지만 2018년 7월 송철호 울산시장이 취임한 이후 울산시는 기존에 반대하던 사연댐 수위를 낮추는 방향을 통해 보존 방법을 찾으려 하고 있다. 또한 유네스코 세계유산 등재 이전 거치는 4단계 중 2단계인 '우선등재목록' 등을 시도해 2021년 2월 16일 선정되었다.

## 발견
1971년 12월 25일, 동국대학교 문명대 교수, 고려대학교 김정배 교수, 충북대학교 이융조 교수는 1년전 발견한 울주 천전리 각석을 재조사하던 중이었다. 그런데 동네 사람으로부터 천전리 각석에서 대곡천을 따라 하류로 내려간 곳의 절벽에 호랑이 그림이 새겨진 것을 보았다는 제보를 받은 것이다. 그들은 확인을 위해 개천에 배를 띄워 타고 내려갔다. 그러던 중 인근 암면들과는 확연히 다른 인위적으로 갈은 듯한 암면을 발견하였고, 거기서 암각화를 발견하게 된다.

## 바위와 암각화 표면
암각화는 대곡천 계곡에 병풍처럼 늘어선 바위에 새겨져있다. 특히 위가 지붕처럼 튀어나온 바위의 그늘 아래 널따란 바위표면에 존재한다. 주로 새겨진 바위는 너비 약 8m, 높이 약 5m의 넓이이며, 주변 10여개의 바위에도 암각화가 일부 확인 된다.

## 지질
암각화가 위치한 대곡천 중류부의 기반암은 중생대 백악기의 퇴적암 지층 경상 누층군 대구층에 속한다. 바위의 성질은 진흙이 퇴적되어 형성된 퇴적암이다. 퇴적암 중에는 암갈색 셰일과 이암으로 이루어져있고, 주변 암반에서는 변성암인 담녹색의 혼펠스 재질도 존재한다. 특히 암각화가 그려진 표면은 방해석인데, 이 광물은 약한 산성을 띄어 물과 쉽게 반응해 용해되는 성질을 지니고있다.

## 그림
바위에 새겨진 그림의 수는 조사방법이나 표현물의 인식 차이에 따라 다르다. 전문가들은 형상을 알아 볼 수 없는 것까지 포함해 약 300여점의 표현물이 그려져 있다고 본다. 이 중 형상을 알아 볼 수 있는 그림은 237점이다. 종류로는 육지동물 97점, 해양동물 92점, 사람 17점, 배 6점, 그물·작살 등의 연장류 6점이 있다. 그 중 고래 그림만 62점으로 전체의 26%, 해양동물의 75%에 해당해 제일 많다. 다음으로 비중이 높은 개체는 36점인 사슴류와 22점인 호랑이이다.
그림은 단단한 석기로 새겼으며, 새긴 방법은 2가지로 구분된다. 그림의 윤곽을 새긴 후 내부를 고르게 쪼거나 긁어낸 면새김 방법이 있고, 윤곽이나 동물의 특징적 요소를 선이나 점으로 새긴 선새김 방법이 있다. 면새김 방법은 신석기 시대의 방법이며, 선새김 방법은 청동기 시대의 방법으로 추정한다. 면새김 위에 선새김이 덧새겨졌기에 신석기 시대에서 청동기 시대에 걸쳐서 그려졌다고 추정한다. 고래 중심의 해양동물 부분과 사슴, 호랑이 중심의 육지동물 부분은 해양동물과 육지동물의 종류와 생태, 사냥방법 등을 표현하였다. 그림은 고래의 세부 종을 구분할 수 있을 만큼 구체적이다. 그림의 목적은 집단의 사람들이 오랜 세월 세대를 거듭하며 이들의 종류와 사냥방법에 관한 지식을 새겨넣고 가르쳤던 것으로 추정한다. 또한 풍요를 기원하는 문화적 맥락의 산물로도 추정하고 있다.
대표적 그림들
- 왼쪽끝 탁본
거북이들
새끼를 등에 업은 귀신고래
혹등고래 혹은 대왕고래[15]
작살이 꽂힌 고래
그물에 걸린 고래
물을 뿜는 북방긴수염고래
해초 사이에서 유영하는 고래
5인용 조각배
고래를 끌고가는 조각배
- 왼쪽중앙 탁본
범고래
호랑이들
- 오른쪽중앙 탁본
귀신고래
- 오른쪽끝 탁본
향유고래
달리는 사슴 무리

## 반복된 침수와 노출로 인한 훼손

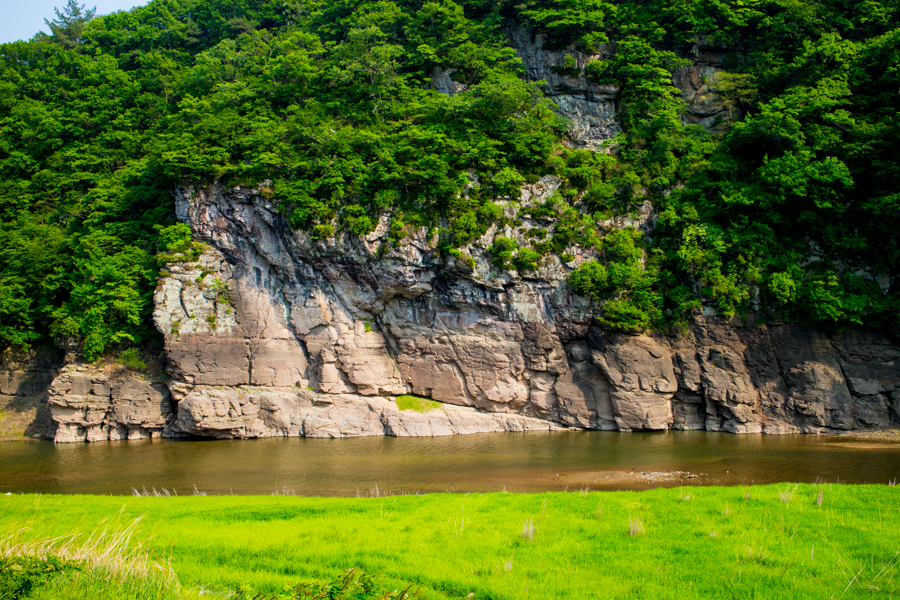
암각화가 새겨진 절벽.

암각화는 태화강의 지류인 대곡천 중 사연댐의 위치에서 상류로 4.6km 떨어진 곳에 위치하고 있다. 1962년 10월 착공하여 1965년 12월 준공한 사연댐은 울산광역시의 공업용수와 식수 공급을 위해 지어졌다. 이로 인해 1년 중 강수량이 늘어나는 6~8월에는 사연댐 상류의 수위가 상승한다. 암각화는 댐 건설로부터 6년 후인 1971년 12월에 발견하였고, 암각화가 잠기고 있다는 사실 역시 발견한다. 사연댐의 수위 기준으로 암각화는 52m일 때 침수가 시작되며, 57m가 되면 완전히 잠긴다. 이는 물을 방류하여 수위를 조절할 수 있게 해주는 사연댐의 여수로 높이가 60m로, 암각화의 최하단 보다 8m 더 높아 나타는 현상이다. 암각화에는 물이끼가 들러붙어 있을 때가 많았다. 조사에서 물에 잠기지 않은 반구대의 암석에 비해 물에 잠긴 부분은 10배가량 빨리 풍화가 사실도 확인되었다. 그나마 이 수몰 기간과 빈도는 2005년 반구대 암각화 상류에 대곡댐이 건설되면서 다소 줄은 것이다. 2013년부터는 암각화 보호를 위해 만수위가 60m인 사연댐 수위를 52m 이하로 낮춰오고 있다.
다만 태풍, 장마, 집중호우와 같이 한꺼번에 많은 비가 내릴 때는 수위 조절이 불가능해 침수되어왔다. 2016년 태풍 '차바', 2018년 10월 태풍 '콩레이', 2019년 7월, 태풍 '다나스'의 경우가 그러했다.
암각화의 훼손에는 암각화에 대한 가치 평가가 제대로 이루어지지 못하고, 문화재 보존에 대한 인식이 낮았던 시간이 길었다는 점도 영향을 미쳤다. 암각화는 1971년 12월 25일 발견되지만 이후 최소 9년 이상 방치되었다. 울산시에 의해 가치가 평가되어 기념물로 지정된 것은 1982년 8월 2일의 일이며, 문화재청에 의해 가치가 평가되어 국보로 지정된 것은 1995년 6월 23일의 일이었다.
1995년 국보 지정 당시 조사에서는 육안으로 확인 가능한 그림은 300여 개였다. 2009년 문화재청의 조사에서는 암각화의 풍화 단계가 6단계 중 5단계인 '흙 상태 진입 직전'인 것으로 나타났다. 2016년 조사에서는 육안으로 확인 가능한 그림이 20~30점밖에 되지 않는 것으로 나타났다.

## 보존 방법 갈등 과정과 합의

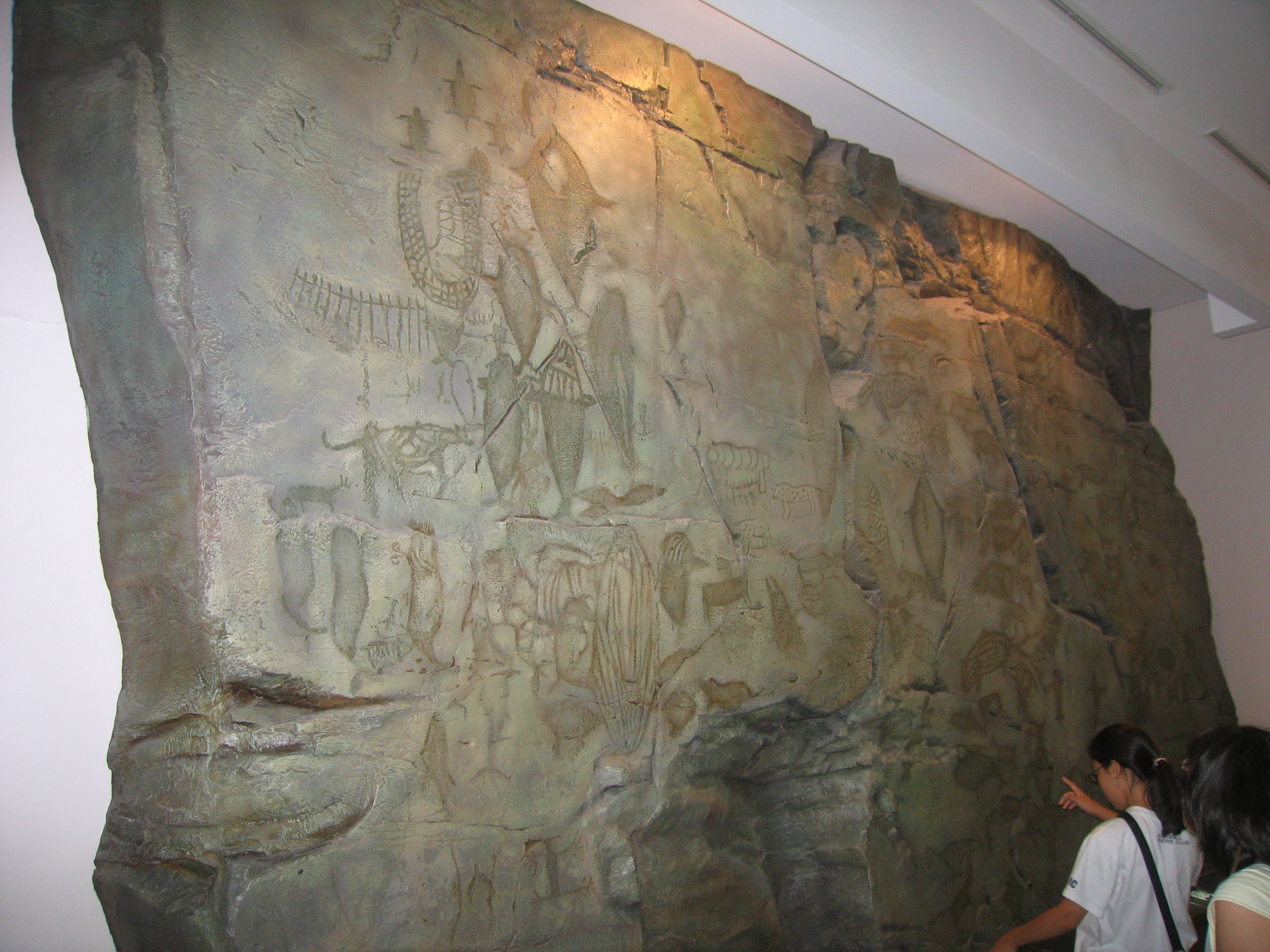
국립경주박물관에 전시된 복제본.

문화재청과 울산시는 암각화와 사연댐 취수원이라는 두 문제를 놓고 갈등을 지속해왔다. 울산시에 물을 공급하는 사연댐을 해체해 수위를 낮추는 방법과 해체 없이 수위를 낮추는 방법이 제시되었다. 해체 없이 수위를 낮추는 방법 중에는 세부적으로 '수문이 없는 사연댐에 수문을 설치해 수위를 조절하는 안', '근본 대책이 나올때까지 암각화 주위에 임시적으로 차수벽(키넥틱댐)을 설치하고 추후 해체하는 안', '근본 대책이 나올때까지 암각화 주변에 흙으로 제방을 쌓고 추후 해체하는 안', '터널을 통해 유로를 변경하는 안' 이 제시되었다.

### 사연댐 해체 방식
해체를 주장하는 측은 수위 조절 수문을 설치하지 못함을 가정했을 때 이와같은 주장을 하였다. 이들은 사연댐이 1965년부터 2013년까지 4m의 토사가 댐아래 퇴적되었고 앞으로도 계속 담수 기능이 약화될거란 점을 들었다. 울산시의 용수를 위해 암각화를 포기하면서까지 사연댐을 이대로 유지하는 것은 앞으로의 담수 기능 약화를 생각했을 때 손해라는 것이다.

### 사연댐 유지 방식

#### 사연댐 수위 조절 수문 설치안
사연댐에 직접 수문을 설치해 수위를 낮춰 잠기지 않게하자는 방안을 문화재청이 권고했다. 그러나 울산시청 측은 반대했다. 수위 조절은 울산시 자체 용수 공급량을 줄이기 때문이었다. 그러면 부족한 용수는 타 지자체에서 사와야한다. 태화강 홍수 위험과 사연댐 붕괴 위험이 증가한다는 것도 있었다.

#### 생태 제방안
울산시는 2009년과 2011년 '임시 제방 설치안'을 문화재청 소속 문화재위원회에 제출했다. 그러나 두 제안은 부결되었다. 공사로 인한 암각화 주변이 훼손되는게 첫째 이유다. 굴착·폭발·진동 등으로 암각화에 직접 훼손 가능성으로 세계문화유산 등재도 어렵게 된다는 이유가 둘째다. 훼손 주범인 사연댐 수위를 낮출 것도 주문하였다. 하지만 울산시는 식수 확보 때문에 수위를 놔둔채 생태 제방을 쌓자는 주장을 고수했다.
2017년 울산시는 과거 임시제방 축조안과 닮은 '생태 제방 축조안'을 문화재위원회에 제출하였다. 암각화에서 30m 떨어진 지점에 357m, 높이 65m 제방을 쌓아 물길이 암각화에 닿지 못하게 하는 방법이다. 이 안도 2017년 7월 20일 부결되었다.

#### 키네틱 댐안
키네틱댐은 조립식 철골조 사이에 투명한 합성 플라스틱인 폴리카보네이트판 160개를 붙여 물을 막는 가변형 임시 물막이 댐이다. 암각화 전면에 설치될 이 구조물은 수위 변화에 따라 높낮이를 조절할 수 있는 벽이다. 암각화가 침수되기 전에 댐 구조물을 올려 물을 막는다. 평소에는 댐 구조물을 내려놓는 것이 가능하다. 전부 올리더라도 벽이 투명하기에 햇빛이 투과되어 벽화에 이끼가 끼는 것을 막을 수 있다.
이 방안은 건축가 '함인선'이 정부에 제안한 방안이다. 박근혜 정부는 이 방안으로 갈등을 해결하고자 했다. 하지만 문화재 전문가들은 이 방안이 문화재 원형보존에 반하는 선택이라며 반대했다. 댐 공사 과정에서 암각화에 부정적 영향이 미친다는 것이다. 또 암각화 앞 댐 가림막이 경관을 훼손한다는 것이다.
2013년 6월 국무조정실이 주도한 이 절충안에 10년 동안 평행선을 달리던 문화재청과 울산시가 합의하였다. 지반 조사, 구조안전성 평가, 사전 실험이 진행됐다. 그러나 문화재청이 2015년 12월과 2016년 4월, 5월에 실시한 3차례 모의 실험이 모두 실패로 끝났다. 수압을 견디지 못해 투명판 이음새 부근에서 물이 새는 것이 모의실험에서 밝혀진 것이다. 이로써 3년이 넘는 시간과 실험에 투입된 예산 28억 원만 낭비되었다. 2016년 7월 문화재위원회는 이 댐 계획을 중단했다.

## 유네스코 세계유산 등재
세계유산 등재 신청은 문화재청이 진행하는 네단계를 거친 뒤 이루어진다.
'잠정목록 → 우선등재목록 → 등재신청 후보 → 등재신청 대상'이 그 것이다.
2010년 1월 문화재청은 반구대 암각화를 울주 천전리 각석과 함께 '대곡천 암각화군'으로 묶어 '세계유산 잠정목록'에 올렸다. 이후 2011년과 2015년 울산시청은 문화재청에 두번째 단계인 '우선등재목록'을 신청하지만 보존 방법 이견과 문화재적 가치 정립 미비를 이유로 거절되었다. 결국 2019년 시청이 용수 일부를 포기하는 사연댐 수위 조절 수문 설치안으로 결정했다. 다시 '우선등재목록'을 신청해 두차례 보류와 수정 끝에 2021년 2월 16일 선정되었다.
2025년 7월 14일 울주 천전리 명문과 암각화와 함께 '반구천의 암각화'라는 명칭으로 유네스코 세계 유산으로 지정되었다.

## 관련 기관과 단체
반구대 암각화와 관련한 기관과 단체로는 울산암각화박물관, 한국암각화학회, 울산대학교 반구대암각화유적보존연구소가 대표적이다.

### 울산암각화박물관

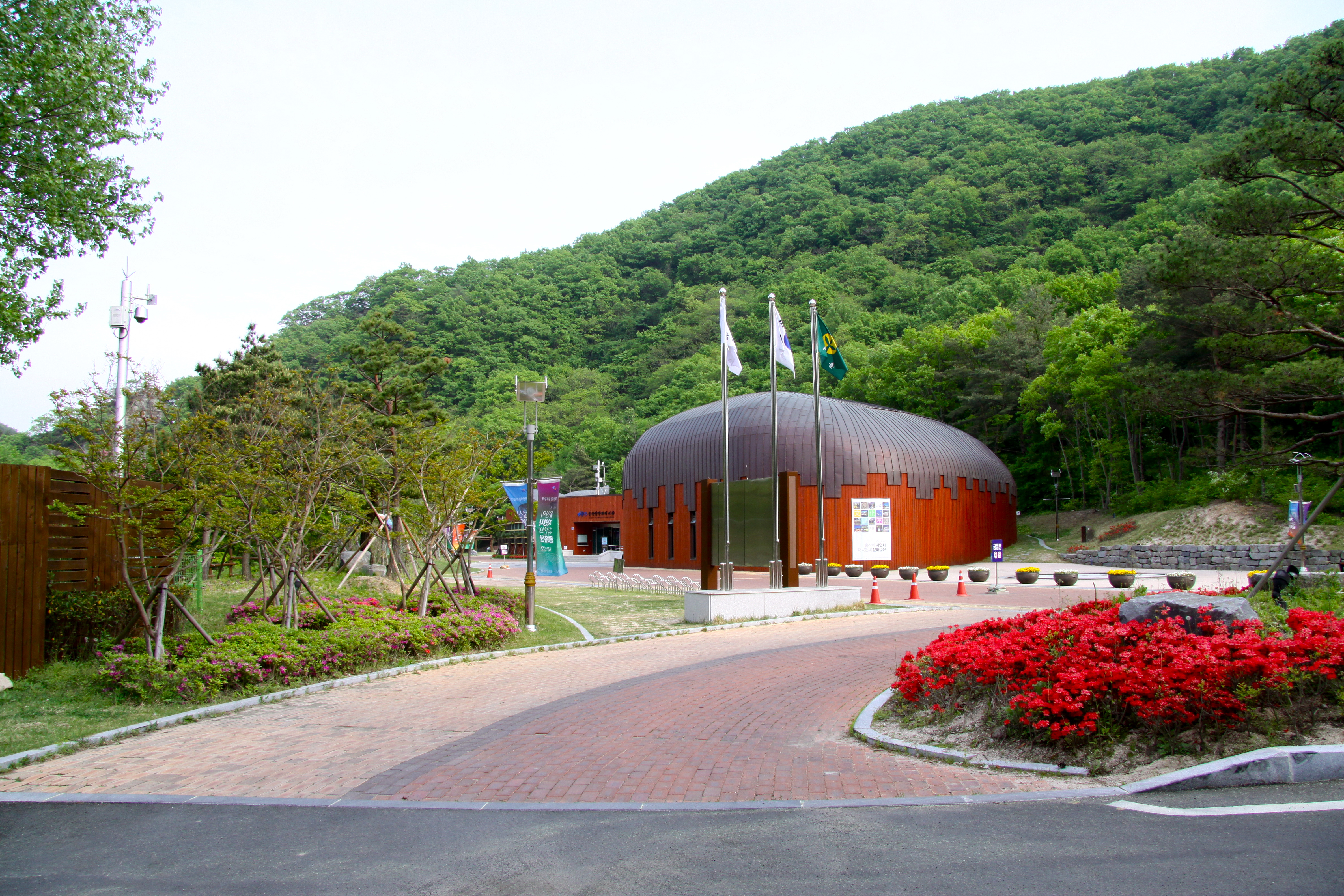
울산암각화박물관의 모습.

'울산암각화박물관'은 울산광역시가 운영하는 공립박물관이다. 울산광역시 울주군 두동면에 위치하고 있다. 2008년 5월 30일 암각화 전시관으로 시작하였으며, 2010년 박물관으로 승격하였다. 박물관은 반구대 암각화를 대한민국 내외와 학계에 알리는 활동을 해왔다. 암각화 관련 콘텐츠 전시와 교육 프로그램을 운영하고 있다. 암각화 관련 학술 대회를 열어 대한민국 내외로 암각화를 중심으로한 학자들간 교류를 만들고 있다. 이를 바탕으로 2018년 2번의 국제학술지를 발간한바 있다.

### 울산대학교 반구대암각화유적보존연구소
'울산대학교 반구대암각화유적보존연구소'는 반구대 암각화의 연구와 보존을 위해 2011년 10월 설립되었다. 반구대 암각화와 관련한 연구와 함께, 대한민국 내외의 관련 분야 연구기관과 협력하고 있다. '한국암각화학회'와 공동으로 암각화 학술대회를 꾸준히 열어오고 있다. 연구 성과는 연구서, 조사보고서의 형태로 매년 발간해 대한민국 내외의 연구기관 및 연구자들에게 제공하고 있다. 또한 5번의 학술연구총서와 2번의 영문 학술총서를 발간한 바 있다.

## 같이 보기
- 울산광역시의 지질
- 고래
- 포경
- 울산암각화박물관
- 울주 천전리 각석 - 세계유산 등재목록 '대곡천 암각화군'
- 울주 대곡리 공룡발자국 화석

### 관련 홈페이지
- 울산암각화박물관
- 울주 대곡리 반구대 암각화 - 울주관광
- 울주 대곡리 반구대 암각화 - 대한민국 구석구석
- (영어) 울주 대곡리 반구대 암각화 - Visit Korea
- (영어) 세계유산 잠정목록, 대곡천 암각화군 - 대한민국 문화재청
- (영어) 세계유산 잠정목록, 대곡천 암각화군 - 유네스코 세계유산

### 주요 영상
- 국가유산진흥원 국가유산채널
  - 강인욱의 미스터리 발굴이야기, 청동기의 첫 사람, 울주 반구대 암각화 - 유튜브, 2019년 7월
  - 반구대 암각화가 품은 비밀 - 유튜브, 2015년 3월
    - 1부 이 땅 최초의 화가들
    - 2부 세계 최초의 고래사냥
    - 3부 고대인들은 왜 고래를 사랑했나?

- EBS 역사채널e
  - 반구대 암각화 - 유튜브, 2013년 10월